# زهایم-یوگنهایم
زهایم-یوگنهایم (به آلمانی: Seeheim-Jugenheim) یک شهر در آلمان است که در دارمشتات-دیبورگ واقع شده‌است. زهایم-یوگنهایم ۱۶٬۱۱۵ نفر جمعیت دارد.

## خواهرخوانده
شهرهای ویونو دورون، Kosmonosy و کرنیانو خواهرخوانده‌های زهایم-یوگنهایم هستند.